# Vraždy v kruhu
Vraždy v kruhu jsou český kriminální televizní seriál. Režíroval jej Ivan Pokorný podle scénáře Ivy Procházkové. V hlavních rolích účinkují Ivan Trojan, Richard Krajčo a Hana Vagnerová. Specifikem seriálu je propojení kriminalistických příběhů s astrologií; kostru jeho 12 dílů tvoří 12 různých zločinů spáchaných z pohnutek, které jsou připisovány jako charakteristické pro 12 znamení zvěrokruhu. Česká televize jej připravila k premiérovému vysílání od 5. ledna 2015, a to v pondělním hlavním večerním slotu, zavedeném pro detektivky. Poslední díl byl odvysílán 23. března 2015.
Seriál byl nominován na Českého lva v kategorii Nejlepší dramatický televizní seriál. Ale cenu nezískal.

## Produkce
Česká televize ohlásila natáčení seriálu v létě 2013, konkrétně od června. Jeho chystané zařazení do programu potvrdila i v březnu 2014, spolu s dalšími seriály a programy. Měl se zařadit k detektivkám klasického společensko-psychologického charakteru, po vzoru skandinávských detektivek, a opírat se zejména o silnou osobnost hlavní postavy.

## Obsazení

### Hlavní a vedlejší role
| Ivan Trojan       | major Marián Holina                            |
| Marek Němec       | poručík Diviš Mrštík                           |
| Richard Krajčo    | kapitán Rosťa Bor, upoutaný na invalidní vozík |
| Hana Vagnerová    | Sábina Borová, Rosťova žena, astroložka        |
| Simona Stašová    | majorka Lída Šotolová                          |
| Jiří Štrébl       | podplukovník Zdeněk Karoch                     |
| Adéla Petřeková   | poručice Pavlína Fibichová                     |
| Pavel Oubram      | podporučík Jarda Svoboda                       |
| Adéla Gondíková   | reportérka                                     |
| Martina Eliášová  | MUDr. Hana Léblová                             |
| Petr Panzenberger | asistent Soudní lékařky                        |
| Petra Bučková     | MUDr. Jitka Uhlířová                           |
| Zdena Hadrbolcová | sousedka Štajfová                              |

### Epizodní role
| Dita Zábranská      | Evelína Vošmiková (1. díl)   |
| Daniela Kolářová    | Irena Medková (1. díl)       |
| Jiří Racek          | Hynek Vošmik (1. díl)        |
| Martin Finger       | JUDr. Kerner (1. díl)        |
| Verena Gros         | Kajta (1. díl)               |
| Zdeněk John         | Radoslav Ryba (2. díl)       |
| Vlaďka Erbová       | Yveta Rybová (2. díl)        |
| Adam Kraus          | Šimon Ryba (2. díl)          |
| Jaromír Dulava      | Bedřich Kožešník (2. díl)    |
| Kristina Beranová   | Dana Kožešníková (2. díl)    |
| Milan Enčev         | Karel Fabián (2. díl)        |
| Jan Bidlas          | Karel Zručný (2. díl)        |
| Ondřej Černý        | David Andrle (2. díl)        |
| Aleš Kohout         | Štěpán Folík (3. díl)        |
| Jiří Konvalinka     | Aleš Janych (3. díl)         |
| Jiří Hána           | Ivan Kódl (3. díl)           |
| Iveta Jiříčková     | Andrea Steinhofová (4. díl)  |
| Jan Šťastný         | producent Kříž (4. díl)      |
| Iva Pazderková      | Šárka Kopicová (4. díl)      |
| Ihor Krotovych      | Matyáš Zubr (4. díl)         |
| Martin Dolenský     | Jonáš Hejduk (5. díl)        |
| Týna Průchová       | Agnieszka Hejduková (5. díl) |
| Jaroslav Plesl      | Sváťa Štoch (5. díl)         |
| Pavel Liška         | Igor Pašák (5. díl)          |
| Jiří Dvořák         | Ing. Zbyněk Gromeš (6. díl)  |
| Dana Pešková        | Gromešová (6. díl)           |
| Martin Hofmann      | Michal Prokop (6. díl)       |
| Eva Hacurová        | prodavačka (6. díl)          |
| Pavel Körner        | Jan Dohnal (6. díl)          |
| Jitka Nerudová      | Dohnalová (6. díl)           |
| Jan Vondráček       | MUDr. Tomáš Gabrhel (7. díl) |
| Radka Fidlerová     | Gabrhelová (7. díl)          |
| Dana Batulková      | Patočková (7. díl)           |
| Robert Hájek        | Čeněk Mařas (8. díl)         |
| Petr Vágner         | Radim Mařas (8. díl)         |
| Lucie Zedníčková    | Vlasta Fajrajzlová (8. díl)  |
| Ladislav Hampl      | poručík Kejř (8. díl)        |
| Radek Žák           | kapitán Osina (8. díl)       |
| Eva Leimbergerová   | Anna Neumaierová (9. díl)    |
| Vojtěch Vondráček   | Oskar Lebeda (9. díl)        |
| Jiří Wohanka        | Milan Zajíček (9. díl)       |
| Vladimír Škultéty   | Ondřej Švanda (10. díl)      |
| Jan Plouhar         | Jan Hofmann (10. díl)        |
| Martin Pechlát      | Václav Eliáš (10. díl)       |
| Petra Štíbrová      | Markéta Sirotková (11. díl)  |
| Vanda Hybnerová     | Jesika Sirotková (11. díl)   |
| Jaroslava Pokorná   | Hamouzová (11. díl)          |
| Ivan Lupták         | Kryštof Augusta (12. díl)    |
| Ondřej Brousek      | Viktor Augusta (12. díl)     |
| Eliška Křenková     | Erika Hašková (12. díl)      |
| Veronika Freimanová | Hana Dražďáková (12. díl)    |
| Václav Knop         | Andrej Hlaváč (12. díl)      |
| Marian Roden        | Jaroslav Čermák (12. díl)    |
| David Bowles        | Armin Josten (12. díl)       |
| Milán Horváth       | Daniel Klimt (12. díl)       |

## Epizody
| Č. v seriálu | Č. v řadě | Název                    | Premiéra na ČT1 | Sledovanost (v mil.) |
| ------------ | --------- | ------------------------ | --------------- | -------------------- |
| 1            | 1         | Pohřbený rozvod          | 5. ledna 2015   | 1,655                |
| 2            | 2         | Kamarád v nouzi          | 12. ledna 2015  | 1,442                |
| 3            | 3         | Zlíbám tě, až zabiješ    | 19. ledna 2015  | 1,285                |
| 4            | 4         | Vítěz nejde do finále    | 26. ledna 2015  | 1,245                |
| 5            | 5         | Smrt nad zlato           | 2. února 2015   | 1,237                |
| 6            | 6         | Duch zákona              | 9. února 2015   | 1,233                |
| 7            | 7         | Ve jménu otce            | 16. února 2015  | 1,342                |
| 8            | 8         | Vražda s odpuštěním      | 23. února 2015  | 1,214                |
| 9            | 9         | Láska je černý kůň       | 2. března 2015  | 1,240                |
| 10           | 10        | Mrtvý v síti             | 9. března 2015  | 1,163                |
| 11           | 11        | Budu v tvých vzpomínkách | 16. března 2015 | 1,238                |
| 12           | 12        | Na nejvyšší úrovni       | 23. března 2015 | 1,232                |

Poznámka: Tučně je označen pilotní díl s prodlouženou stopáží.